# Superlek
 (juillet 2024).
La mise en forme du texte ne suit pas les recommandations de Wikipédia : il faut le « wikifier ».
Les points d'amélioration suivants sont les cas les plus fréquents :
- Les titres sont pré-formatés par le logiciel. Ils ne sont ni en capitales, ni en gras.
- Le texte ne doit pas être écrit en capitales (les noms de famille non plus), ni en gras, ni en italique, ni en « petit »…
- Le gras n'est utilisé que pour surligner le titre de l'article dans l'introduction, une seule fois.
- L'italique est rarement utilisé : mots en langue étrangère, titres d'œuvres, noms de bateaux, etc.
- Les citations ne sont pas en italique mais en corps de texte normal. Elles sont entourées par des guillemets français : « et ».
- Les listes à puces sont à éviter, des paragraphes rédigés étant largement préférés. Les tableaux sont à réserver à la présentation de données structurées (résultats, etc.).
- Les appels de note de bas de page (petits chiffres en exposant, introduits par l'outil «  Source ») sont à placer entre la fin de phrase et le point final[comme ça].
- Les liens internes (vers d'autres articles de Wikipédia) sont à choisir avec parcimonie. Créez des liens vers des articles approfondissant le sujet. Les termes génériques sans rapport avec le sujet sont à éviter, ainsi que les répétitions de liens vers un même terme.
- Les liens externes sont à placer uniquement dans une section « Liens externes », à la fin de l'article. Ces liens sont à choisir avec parcimonie suivant les règles définies. Si un lien sert de source à l'article, son insertion dans le texte est à faire par les notes de bas de page.
- La présentation des références doit suivre les conventions bibliographiques. Il est recommandé d'utiliser les modèles {{Ouvrage}}, {{Chapitre}}, {{Article}}, {{Lien web}} et/ou {{Bibliographie}}. Le mode d'édition visuel peut mettre en forme automatiquement les références.
- Insérer une infobox (cadre d'informations à droite) n'est pas obligatoire pour parachever la mise en page.

Pour une aide détaillée, merci de consulter Aide:Wikification.
Si vous pensez que ces points ont été résolus, vous pouvez retirer ce bandeau et améliorer la mise en forme d'un autre article.
Manachai Yamsiri, plus connu sous le nom de Superlek, né le 6 novembre 1995 à Buriram en Thaïlande, est un combattant professionnel de boxe thaïlandaise. Il est issu de la minorité khmère de Thailande, et parle couramment le khmer au quotidien avec sa famille. Il a notamment répondu intégralement à des journalistes du Khmer Times lors d'une interview.
Il est l'actuel champion du monde poids plumes du ONE Kickboxing Championship, il est également ancien champion du Lumpinee Stadium à deux poids et ancien champion du monde WBC Muaythai Super poids plume. Il a été élu combattant Muay Thai de l'année 2012 par l'Autorité sportive de Thaïlande.

## Palmarès
- ONE Championship
  - ONE Flyweight Kickboxing World Championship
    - 1 seule défense de titre

  - Performance de la soirée (3 fois) vs. Danial Williams, Walter Goncalves et Nabil Anane
- Petchyindee True4U
  - 2022 True4U 140 lbs Champion
- Muay Thai Nai Khanom Tom Association
  - 2018 Nai Khanom Tom Champion[1]
- World Boxing Council Muaythai
  - 2016 WBC Super Featherweight 130lbs. World Champion[2]
- Professional Boxing Association of Thailand (PAT)
  - 2013 Thailand Featherweight 126lbs. Champion
  - 2012 Thailand Flyweight 112lbs. Champion
  - 2011 Thailand Mini Flyweight 105lbs. Champion
- Lumpinee Stadium
  - 2013 Lumpinee Stadium Bantamweight 118lbs. Champion[3]
  - 2012 Lumpinee Stadium Super Flyweight 115lbs. Champion[4](1 défense de titre)
- Sports Authority of Thailand
  - 2012 Sports Authority of Thailand Muay Thai Fighter of the Year